# Nationella demokratiska förbundet
Nationella demokratiska förbundet, på engelska benämnt National League for Democracy eller NLD, är ett liberaldemokratisk parti (tidigare socialdemokratiskt) och Myanmars främsta politiska oppositionsparti, lett av Nobelpristagaren Aung San Suu Kyi. Partiet bildades 1988 och tog i landets första flerpartival 1990 392 av 492 parlamentsplatser. Den styrande militärjuntan State Law and Order Restoration Council (SLORC) vägrade dock släppa från sig makten och Aung San Suu Kyi sattes i husarrest.
I maj 2010 upplöstes partiet av Myanmars styrande militärjunta, efter att de valt att bojkotta valet som planerades att hållas under hösten 2010.
Aung San Suu Kyi frigavs den 13 november 2010. I november 2011 förklarade partiet att de åter skulle ansöka om registrering som politiskt parti, och ansökan godkändes i december samma år.
I november 2015 deltog partiet i de första allmänna och fria valen till Burmas parlament sedan 1990, och fick genom en jordskredsseger absolut majoritet i parlamentets båda kammare.